# Olaszország az 1928. évi téli olimpiai játékokon
Olaszország a svájci St. Moritzban megrendezett 1928. évi téli olimpiai játékok egyik részt vevő nemzete volt. Az országot az olimpián 5 sportágban 13 sportoló képviselte, akik érmet nem szereztek.

## Bob
| Versenyző                                                                   | 1. futam | 1. futam | 2. futam | 2. futam | Összesítés | Összesítés |
| Versenyző                                                                   | Idő      | Hely.    | Idő      | Hely.    | Idő        | Helyezés   |
| --------------------------------------------------------------------------- | -------- | -------- | -------- | -------- | ---------- | ---------- |
| Giancarlo Murpugo Carlo Sem Luigi Cerutti Giuseppe Crivelli Piero Marchetti | 1:45,0   | 17.*     | 1:49,6   | 21.      | 3:34,6     | 21.        |

* - egy másik csapattal azonos eredményt ért el

## Északi összetett
| Versenyző    | Sífutás | Sífutás | Sífutás | Síugrás  | Síugrás  | Síugrás | Síugrás | Összesítés | Összesítés |
| Versenyző    | Sífutás | Sífutás | Sífutás | 1. ugrás | 2. ugrás | Össz.   | Össz.   | Összesítés | Összesítés |
| Versenyző    | Idő     | Pont    | Hely.   | Távolság | Távolság | Pont    | Hely.   | Pont       | Helyezés   |
| ------------ | ------- | ------- | ------- | -------- | -------- | ------- | ------- | ---------- | ---------- |
| Vitale Venzi | 2:09:28 | 3,875   | 25.     | 52,0     | 60,5     | 16,958  | 2.      | 10,416     | 20.        |

## Sífutás
| Versenyző        | Versenyszám | Eredmény | Helyezés |
| ---------------- | ----------- | -------- | -------- |
| Giovanni Testa   | 18 km       | 2:08:49  | 34.      |
| Vitale Venzi     | 18 km       | 2:09:28  | 35.      |
| Matthäus Demetz  | 18 km       | 1:57:08  | 22.      |
| Matthäus Demetz  | 50 km       | 5:47:47  | 20.      |
| Ferdinando Glück | 50 km       | 5:49:52  | 21.      |

## Síugrás
| Versenyző        | 1. ugrás | 2. ugrás | Összesítés | Összesítés |
| Versenyző        | Távolság | Távolság | Pont       | Helyezés   |
| ---------------- | -------- | -------- | ---------- | ---------- |
| Luigi Bernasconi | 46,5     | 59,0~    | 10,020     | 33.        |
| Vitale Venzi     | 50,0     | 59,0     | 15,750     | 13.        |
| Luciano Zampatti | 48,0~    | 49,5     | 9,687      | 34.        |

~ - az ugrás során elesett

## Szkeleton
| Versenyző            | 1. futam | 1. futam | 2. futam | 2. futam | 3. futam | 3. futam | Összesítés | Összesítés |
| Versenyző            | Idő      | Hely.    | Idő      | Hely.    | Idő      | Hely.    | Idő        | Helyezés   |
| -------------------- | -------- | -------- | -------- | -------- | -------- | -------- | ---------- | ---------- |
| Alessandro Del Torso | 1:05,6   | 7.       | 1:04,7   | 7.       | 1:04,6   | 7.       | 3:14,9     | 7.         |
| Agostino Lanfranchi  | 1:02,1   | 3.       | 1:02,4   | 4.       | 1:04,2   | 5.*      | 3:08,7     | 4.         |

* - egy másik versenyzővel azonos eredményt ért el